# Scopula melliflua
Scopula melliflua är en fjärilsart som beskrevs av W. Warren 1897. Scopula melliflua ingår i släktet Scopula och familjen mätare. Inga underarter finns listade.